# Lamprophyr

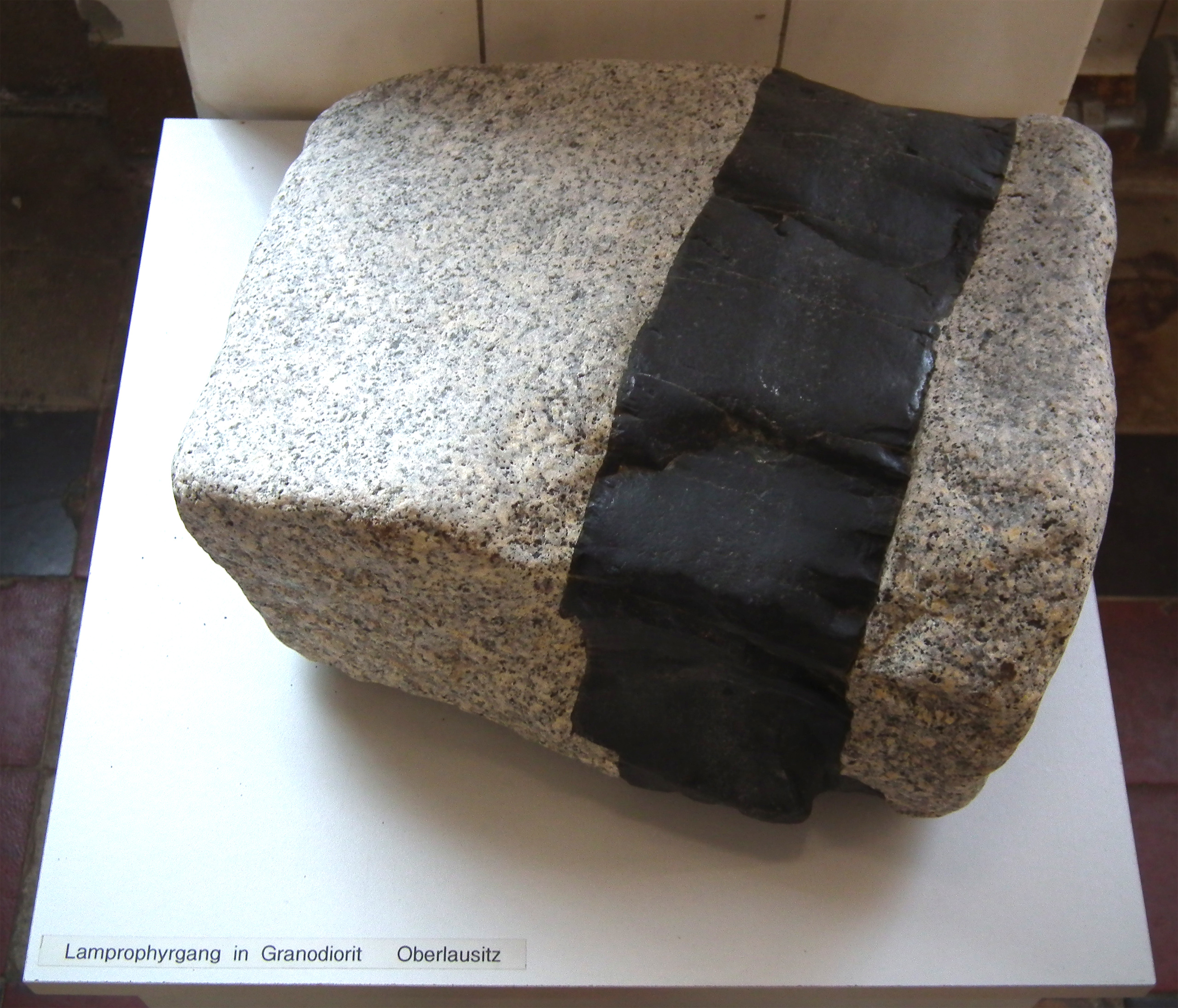
Probe eines Lamprophyrganges in Granodiorit, Oberlausitz

Lamprophyre – vom griechischen λαµπρός (lamprós) = hell, glänzend (in Bezug auf die Kristallflächen von Amphibol und Biotit, die im frisch aufgeschlagenen Zustand hell aufleuchten) und φύρω (phýro) = vermengen, eingeführt durch Carl Wilhelm von Gümbel 1874 – sind eine recht ungewöhnliche Gruppe von dunklen, magmatischen Gesteinen. Sie treten als wenig mächtige Intrusionen oder als Gänge und Lagergänge auf. Aufgrund ihrer chemischen Zusammensetzung zählen sie zu den Alkaligesteinen, werden aber nach einem eigenen Klassifikationsschema benannt, und sind daher nicht in das Streckeisendiagramm einzuordnen. Lamprophyre werden meist als Dekorationsstein und Baustoff verwendet.

## Mineralbestand und Chemismus
Es handelt sich um fein- bis mittelkörnige, manchmal stark porphyrische Gesteine aus Biotit, Amphibolen und Pyroxenen, teilweise sind auch Klinopyroxen und Olivin beigemischt. Die Grundmasse besteht aus Feldspat oder Foiden. Typisch ist ihre mittlere (mesotyp) bis starke (melanokrat) Dunkelfärbung, selten sind sie jedoch ultramafisch. Sie zeichnen sich durch einen hohen Gehalt lithophiler Elemente wie Kalium, Natrium, Barium, Cäsium, Rubidium und Strontium aus und besitzen meist hohe Nickel- und Chromgehalte. Der Siliziumgehalt ist gering.
Auch wenn Lamprophyre generell ultrapotassisch sind, so können sie dennoch variable K/Na-Verhältnisse aufweisen – Camptonite und Monchiquite beispielsweise zeigen Natriumvormacht. Lamprophyre haben meist recht hohe Gehalte an Volatilen wie Wasser, Kohlendioxid, Fluor, Chlor und Schwefeldioxid. Ihre LREE-Werte sind ebenfalls erhöht, wohingegen die HREE-Werte auf basaltischem Niveau verbleiben.
Häufig ist das Vorkommen von Sekundärmineralen wie Kalzit und Zeolithen, meist gebunden an Ocelli – leukokrate kugel- bis linsenförmige Einschlüsse, die als unmischbare Fremd- bzw. Restschmelzen gedeutet werden.

## Entstehung
Die Entstehung der Lamprophyre ist nicht völlig geklärt. Nach Ansicht einiger Geologen steht ihre Entstehung in Zusammenhang mit Subduktionsvorgängen, andere sehen sie als Restschmelzen von Plutonen an. Auch eine Kopplung an Hotspot-Mantelplumes oder an tiefreichende tektonische Störungen ist nicht auszuschließen.
Die Vorherrschaft mafischer Minerale weist auf eine große Schmelztiefe des Magmas hin, aus dem die Lamprophyre entstanden sind. Der hohe Gehalt an kaliumreichen Mineralen macht es wahrscheinlich, dass das Ausgangsgestein nicht teilweise geschmolzen war (partielle Aufschmelzung), da diese sonst die Schmelze verlassen hätten. Mit wenigen Ausnahmen gibt es kaum Anzeichen fraktionierter Kristallisation, dafür jedoch viele für einen Mineraltransport durch Gase und flüchtige Restlösungen.
Aufgrund ihres Mineralbestandes und ihrer Entstehung als Spätphasen von Intrusionen weisen Lamprophyre oft Zeichen hydrothermaler Alteration auf.

## Arten von Lamprophyren

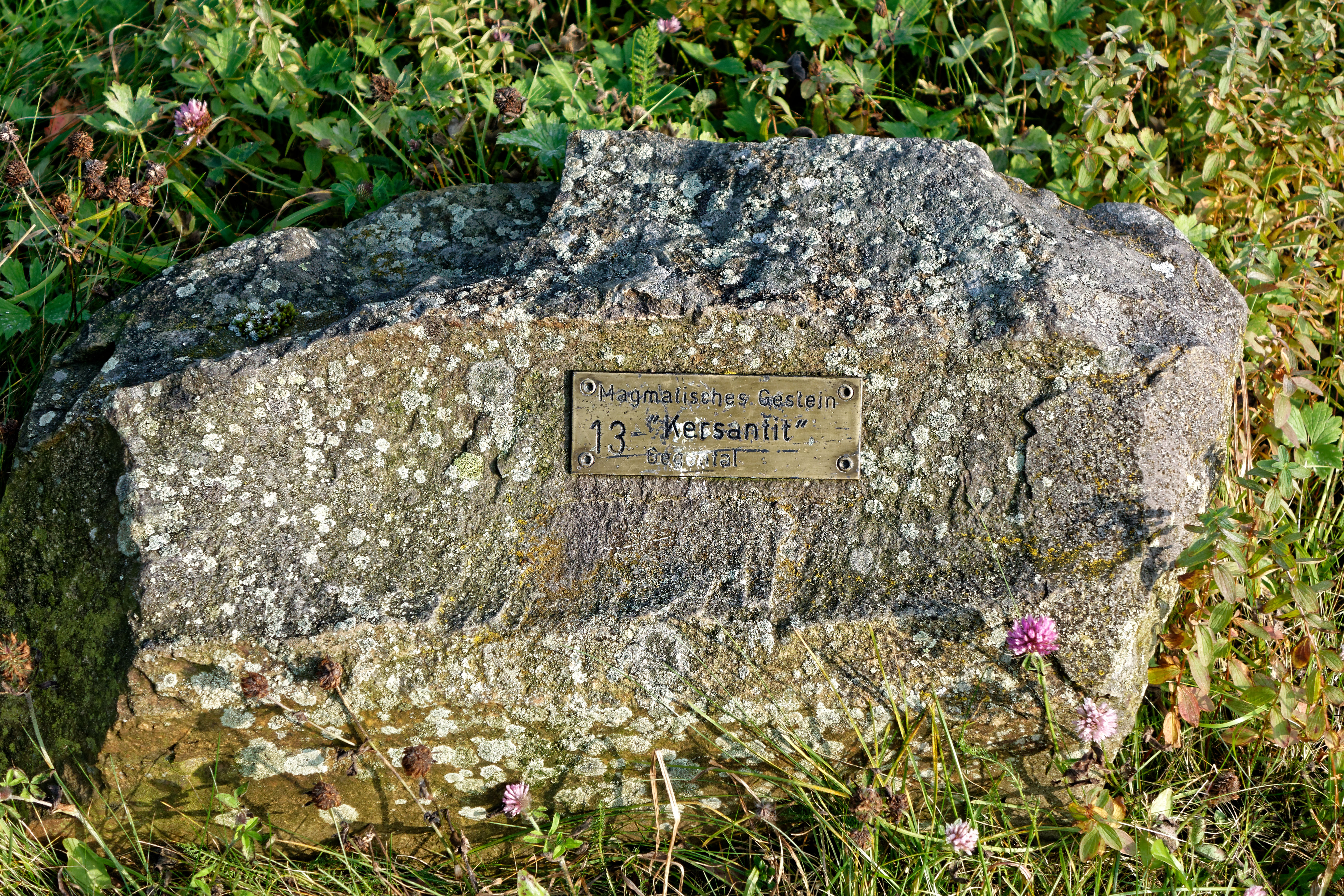
Kersantit

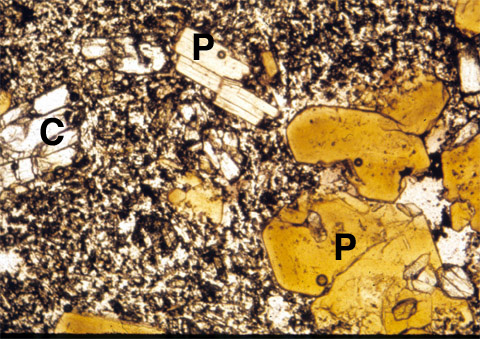
Dünnschliff-Bild einer Minette

Die Klassifikation von Lamprophyren nach den üblichen Methoden für magmatische Gesteine (QAPF- oder Streckeisendiagramm, TAS-Diagramm) ist schwierig, da ihre Hauptbestandteile in diesen Diagrammen nicht oder nur zum Teil enthalten sind. Eine offizielle Klassifikation der Lamprophyre existiert erst seit Ende der 1990er Jahre, obwohl auch diese weiterhin als provisorisch bezeichnet wird.
Die Unterteilung der Lamprophyre geschieht vor allem nach ihren dunklen Hauptbestandteilen Amphibol, Augit, Biotit und Olivin, dazu kommen die wichtigsten hellen Minerale wie Feldspat und Foide.
Die verschiedenen Bezeichnungen sind meist den Namen der Fundorte entlehnt, von denen sie zuerst beschrieben wurden. Folgende Arten werden unterschieden:
- Kersantit, Biotit-Hornblende-Augit-Lamprophyr mit einer Grundmasse, bei der der Plagioklas-Anteil den Orthoklas-Anteil überwiegt
- Minette, Biotit-Hornblende-Augit-Lamprophyr mit einer Grundmasse, bei der der Orthoklas-Anteil den Plagioklas-Anteil überwiegt

- Spessartit, Hornblende-Augit-Lamprophyr, Plagioklas ist in der Grundmasse häufiger als Orthoklas
- Vogesit, Hornblende-Augit-Lamprophyr, Orthoklas ist in der Grundmasse häufiger als Plagioklas

- Sannait, Amphibol-Augit-Olivin-Biotit-Lamprophyr, Orthoklas ist in der Grundmasse häufiger als Plagioklas, Foide treten nur untergeordnet auf
- Camptonit, Amphibol-Augit-Olivin-Biotit-Lamprophyr, Plagioklas ist in der Grundmasse häufiger als Orthoklas, Foide treten nur untergeordnet auf
- Monchiquit, Amphibol-Augit-Olivin-Biotit-Lamprophyr, glasige Grundmasse oder ausschließlich Foide in der Grundmasse
- Alnöit, ist ultramafisch – enthält Melilith.

Nach der Klassifikation der IUGS werden Alnöit, ein Biotit/Phlogopit-Gestein mit Olivin, Kalzit und Klinopyroxen, und der ultramafische Polzenit mitsamt seinen Varietäten Bergalit und Damkjernit nicht mehr zu den Lamprophyren gerechnet, sondern den Melilith-Gesteinen zugeordnet.
Zur Bestimmung von Lamprophyren, die lediglich in Gängen oder geringvolumigen Schloten vorkommen, gelten folgende Merkmale:
Vorhandensein von dunkler Gesteinsfarbe und nur überwiegend OH-haltigen dunklen Mineralen wie Biotit, Phlogopit, Amphibol als auch dunklen Einsprenglingen, die oft sehr groß sind. Sowohl porphyrisches als auch aporphyrischen Gefüge muss vorhanden sein und eine sogenannte Alteration, eine Umwandlung von Mineralen in Sekundärminerale, hat stattgefunden.

### Gruppierungen
Generell lassen sich unter den Lamprophyren zwei größere Gruppen unterscheiden:
- Kalkalkalilamprophyre
- Alkalilamprophyre[13]

Die SiO2-reichen Lamprophyre können ihrerseits wiederum in shoshonitische und leucitische Lamprophyre unterteilt werden.
Zur Gruppe der alkalischen Lamprophyre sind ferner noch die ultrabasischen Lamprophyre hinzuzurechnen.
Shoshonitische Lamprophyre:
- Minette
- Kersantit
- Vogesit
- Spessartit

Leucitische Lamprophyre:
 äußerst seltene, ultrapotassische Ganggesteine mit glasiger Textur. Unter den mafischen Gesteinen besitzen sie den höchsten K2O-Gehalt.
Alkalische Lamprophyre:
- Camptonit
- Monchiquit
- Sannait

Ultrabasische Lamprophyre:
extrem SiO2-arme Gesteine mit sehr hohem Ca-Gehalt, die Karbonatiten nahestehen:
- Ouachitit

## Vorkommen
Lamprophyre kommen weltweit vor, oft in Gebieten mit granitischen, granodioritischen oder dioritischen Intrusionen. Wichtige Fundorte sind:
- Deutschland: Spessart (Spessartit) sowie Harz, Kaiserstuhl (Monchiquit), Lausitzer Bergland, Odenwald
- Frankreich: Kersanton (Bretagne – Kersantit), Pyrenäen (Monchiquit), Vogesen (Vogesit)
- Kanada: British Columbia, Québec (Camptonit, Monchiquit)
- Norwegen: Telemark (Sannait)
- Portugal: Monchique (Monchiquit)
- Schottland: Caithness und Inverness-shire (Monchiquit)
- Südafrika:
- USA: Campton Falls (New Hampshire – Camptonit), Hopi-Buttes-Volcanic-Field (Monchiquit), Navajo-Volcanic-Field (Minette, Monchiquit)

## Natursteinsorten
Eine Auswahl von Lamprophyren:

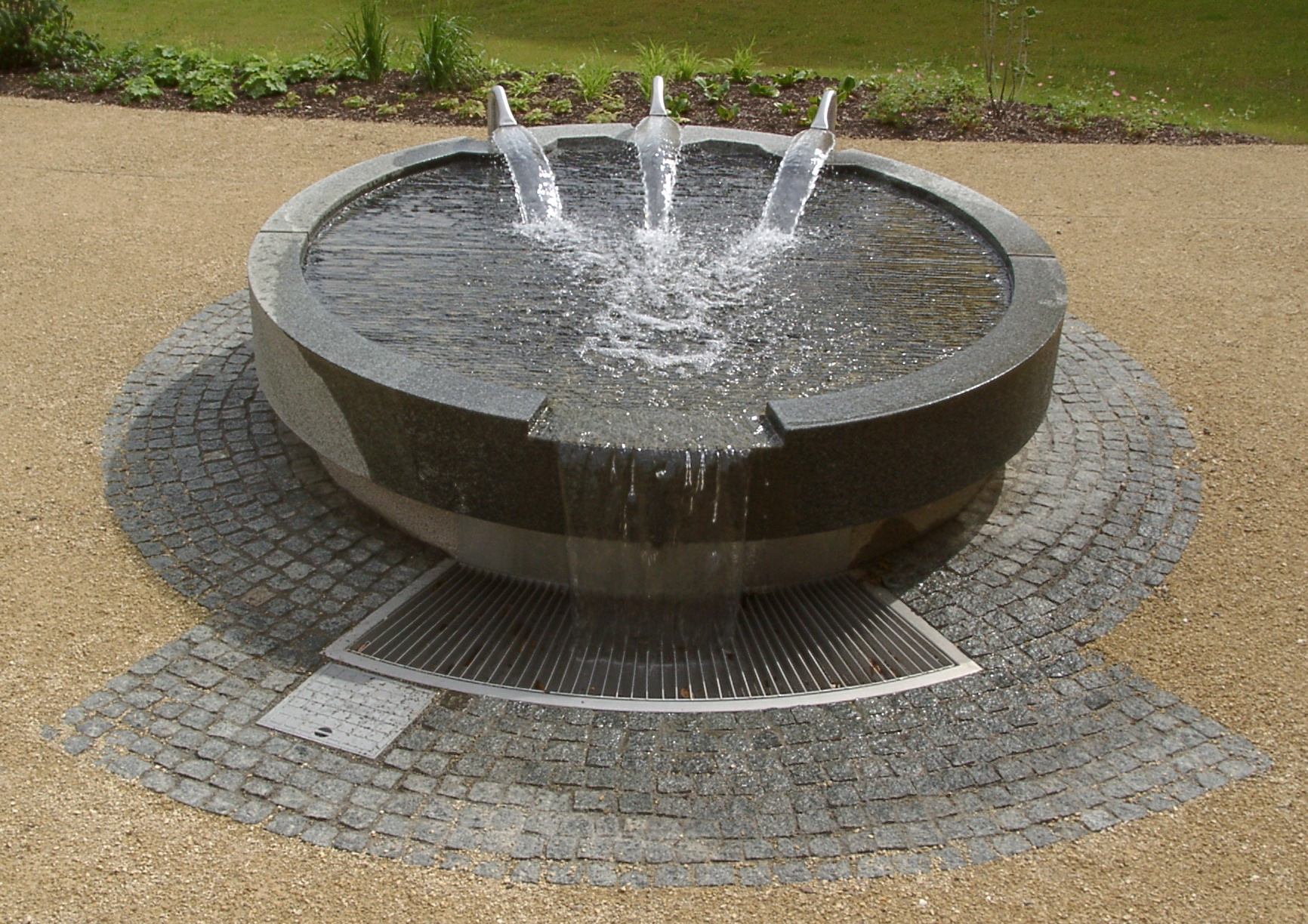
Wasserspiel mit Schale und Kleinpflaster aus Sorarer Lamprophyr

- Lamprophyr Grenzland (auch Spremberger oder Lausitzer Syenit gesteinskundlich falsch genannt), Valtengrund in Sachsen
- Lamprophyr Schneeflocke (auch Syenit oder Diabas gesteinskundlich falsch genannt), Oberottendorf
- Lamprophyr Sora, Lausitzer Bergland
- Lamprophyr Friedersdorf (Spessartit) aus Friedersdorf (Spree) in Sachsen
- Śluknov-Lipova und Śluknov-Rozany (Spessartit), bei Šluknov in Tschechien